# Tierfreunde
Tierfreunde (Animal Friends) ist eine kommende US-amerikanische Animation/Realfilm aus dem Jahr 2026. Regie führte Peter Atencio, während Kevin Burrows und Matt Mider das Drehbuch schrieb. Produziert wurde der Film von Legendary Pictures und Maximum Effort in Zusammenarbeit mit Prime Focus Studios. Er wird von Warner Bros. Pictures vertrieben.

## Handlung
Zwei entlaufene Tiere begeben sich auf ein Abenteuer quer durch Amerika, während sie von einem Agenten und einem Ranger verfolgt werden.

## Produktion
Das Projekt wurde im April 2023 angekündigt. Ryan Reynolds, Jason Momoa, Vince Vaughn und Aubrey Plaza werden die Hauptrollen spielen, Peter Atencio wird Regie führen. Addison Rae wird im darauffolgenden Monat zur Besetzung stoßen. Daniel Levy kommt im Februar 2024 dazu. Lil Rel Howery, Ellie Bamber, Joaquim de Almeida und Eric André werden in den darauffolgenden Monaten ebenfalls zur Besetzung stoßen. Im März 2025 kommt Rob Delaney hinzu.
DNEG gab im Juni 2023 den Produktionsbeginn des Films bekannt. Einer der Drehorte war Bulgarien. Die Dreharbeiten wurden am 17. April 2024 abgeschlossen.
Im Juli 2025 wurde bekannt gegeben, dass Joseph Trapanese die Filmmusik komponieren wird.